# Taufbecken (Gilocourt)

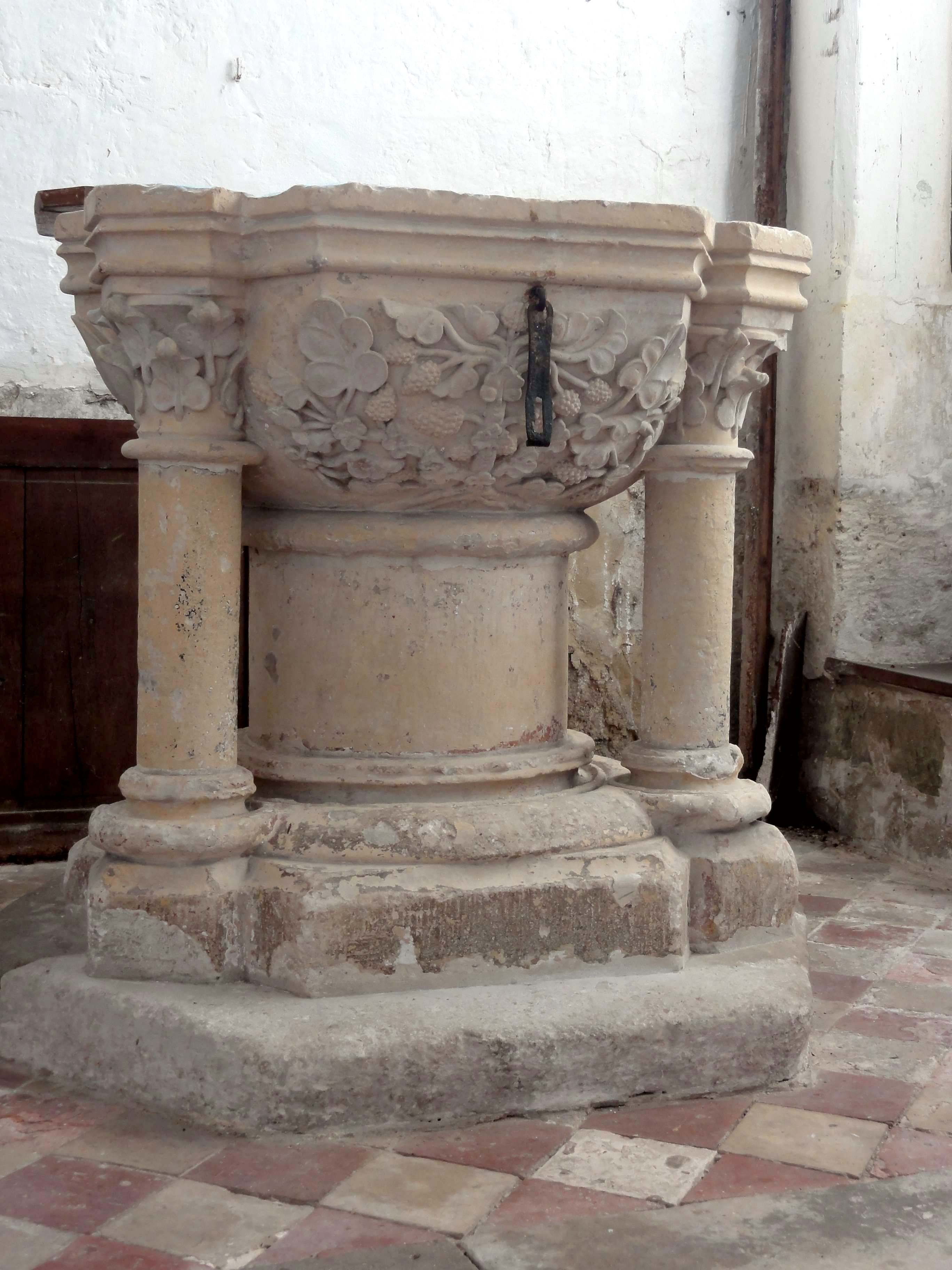
Taufbecken in Gilocourt

Das Taufbecken in der katholischen Pfarrkirche St-Martin in Gilocourt, einer französischen Gemeinde im Département Oise in der Region Hauts-de-France, wurde im 13. Jahrhundert geschaffen. 
Im Jahr 1908 wurde das gotische Taufbecken als Monument historique in die Liste der geschützten Objekte (Base Palissy) in Frankreich aufgenommen.
Das 1,06 Meter hohe Taufbecken aus Kalkstein steht auf einem achteckigen Sockel, auf dem drei Säulen enden. Diese sind mit dem achteckigen Taufbecken aus einem Steinblock geschaffen. Die Kapitelle der Säulen und das Becken sind mit einem Relief aus Blattmotiven geschmückt.
Von der farbigen Fassung sind nur noch wenige Reste vorhanden.